# Bentley Heath
Bentley Heath – wieś w Anglii, w hrabstwie ceremonialnym West Midlands, w dystrykcie metropolitalnym Solihull. Leży 15 km na południowy wschód od miasta Birmingham i 149 km na północny zachód od Londynu.